# کونگولا، آنگولا
کونگولا (به انگلیسی: Caungula) شهری در استان لوندای شمالی واقع در کشور آنگولا است که در سال ۲۰۰۹ میلادی نفر جمعیت داشته است.